# Александрия (дем Александрия)
Вижте пояснителната страница за други значения на Александрия.
Александрия или Гида (на гръцки: Αλεξάνδρεια, до 1953 Γιδάς, Гидас) е град в Република Гърция, център на дем Александрия, област Централна Македония.

## География
Градът е разположен в Солунското поле, на надморска височина от 8 m на 26 километра североизточно от град Бер (Верия).

## История

### В Османската империя
В XIX век Гида е гръцко село в Солунска каза на Османската империя. Църквата „Успение Богородично“ е от XIX век. Александър Синве („Les Grecs de l’Empire Ottoman. Etude Statistique et Ethnographique“) в 1878 година пише, че в Идас (Idàs), Камбанийска епархия, живеят 1080 гърци. В 1900 година според Васил Кънчов („Македония. Етнография и статистика“) в Гида (Гидахоръ) живеят 410 гърци християни и 60 цигани. По данни на секретаря на Българската екзархия Димитър Мишев („La Macédoine et sa Population Chrétienne“) в 1905 година в Гида (Guida) има 600 гърци и функционира гръцко училище.
Според доклад на Димитриос Сарос от 1906 година Гидас (Γιδᾶς) е елиногласно село в Кулакийската епископия с 660 жители с гръцко съзнание. В селото работи четирикласно смесено гръцко училище с 50 ученици (45 мъже и 5 жени) и 1 учител.

### В Гърция
В 1912 година по време на Балканската война в Гида влизат гръцки части и след Междусъюзническата война в 1913 паланката остава в Гърция. В 1953 година градчето е преименувано на Александрия.
Гара Гида в 1920 година се води отделно селище с 22 жители. По-късно е слята с града.
В „Етнография на Македония“, издадена в 1924 година, Густав Вайганд описва Гида като гръцко село на българо-гръцката езикова граница:
| „ | Започвайки от североизток, за граница служи Вардар от неговото устие до вливането на Караасмак, след това новопостроеният, а не старият селски път почни наблизо до Верея (Бер) до селата Микрош и Туркохори, едното има смесено население от българи и гърци, след това, следвайки железопътната линия, стига до Няуста (Негуш), която въпреки че е български град, е на път да бъде гърцизирана, защото голяма част от жителите му говорят в семейството си гръцки. Селата Тарман и Ая Марина са български. Гръцките гранични села следователно са Плати, Палйохори, чиито жители са дошли от Кулакия, Гида, Ресна, Пископи (също известен брой български семейства), Кавашла, Ставрос, Микрос или Микровутци, Туркохори (българи и гърци), Яворница, Рупен, Няуста. | “ |

След Първата световна война в 1922 година в селото са заселени гърци бежанци. В 1928 година Гида е смесено местно-бежанско селище с 35 бежански семейства и 134 жители бежанци. В 1953 година името на паланката е сменено на Александрия.
| Име    | Име     | Ново име | Ново име | Описание                  |
| ------ | ------- | -------- | -------- | ------------------------- |
| Надаси | Ναντάσι | Диаманди | Διαμάντι |                           |
| Врезос | Βρέζος  | Врия     | Βρύα     |                           |
| Закос  | Ζάκκος  | Закас    | Ζάκας    |                           |
| Катуна | Κατούνα | Катина   | Κατίνα   | местност на С от Неохори  |
| Цаирия | Τσαΐρια | Ливадија | Λιβάδια  | местност на СИ от Неохори |

| Година    | 1913 | 1920 | 1928 | 1940 | 1951 | 1961 | 1971 | 1981  | 1991  | 2001  | 2011  | 2021  |
| --------- | ---- | ---- | ---- | ---- | ---- | ---- | ---- | ----- | ----- | ----- | ----- | ----- |
| Население | 715  | 854  | 1151 | 1752 | 3083 | 6168 | 8199 | 10543 | 12109 | 13229 | 14821 | 15042 |

- Носия
- Традиционна женска носия
- Традиционна женска носия

## Личности
Родени в Александрия
- Апостолис Матопулос (1868 – 1952), гръцки андартски капитан
- Василиос Цяртас (р. 1972), гръцки футболист
- Георгиос Перифанос или Дзолас, гръцки андартски капитан
- Зисис Гидиотис (Ζήσης Γηδιώτης), гръцки революционер, участник в гръцкото въстание от 1821 година[12]
- Йоргос Делиопулос (р. 1980), гръцки писател
- Теохарис Кункас (1870 – 1917), гръцки андартски капитан
- Томас Кукулудис, гръцки андартски деец